# Dan Manoliu
Dan Manoliu (n. 23 decembrie 1962, Hangu, România) este un fost senator român, ales în Legislatura 2016-2020.

## Controverse
Pe 31 octombrie 2022 Dan Manoliu a fost condamnat definitiv de Înalta Curte de Casație și Justiție la 2 ani de închisoare cu suspendare pentru ucidere din culpă.